# 弗德里克斯堡 (印第安納州)
弗德里克斯堡（英語：Fredericksburg）是位於美國印地安納州華盛頓縣的一個人口普查指定地區。

## 人口
根據2010年美國人口普查的數據，弗德里克斯堡的面積為2.62平方千米，當中陸地面積為2.56平方千米，而水域面積為0.06平方千米。當地共有人口1401人，而人口密度為每平方千米534.73人。